# Friedhof Lehe

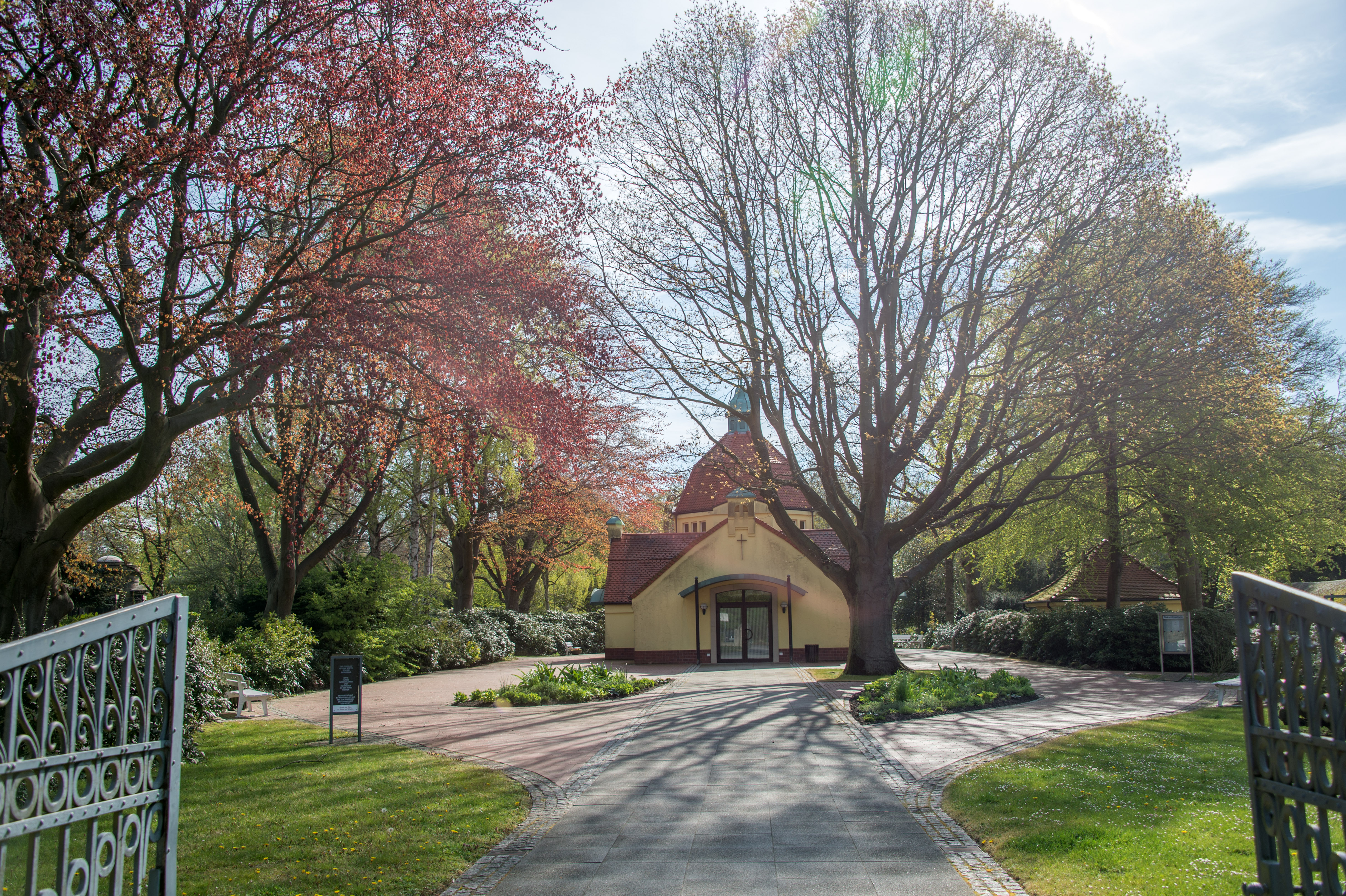
Eingang zum Friedhof Lehe III, Weg zur Kapelle

Der Friedhof Lehe ist ein dreiteiliger Friedhof in Bremerhaven.
Der Flecken Lehe legte den Friedhof im Jahre 1827, dem Gründungsjahr von Bremerhaven, an (Lage). Da er bei der Zunahme der Bevölkerung bald nicht mehr ausreichte, wurden in der Nähe 1850 ein zweiter (Friedhof Lehe II, Lage), 1878 ein dritter Friedhof ausgewiesen. Die beiden kleineren Friedhöfe I und II liegen zwischen Stresemannstraße und der Bahnlinie, die umliegende Bebauung hat sich im Laufe der Jahre eng angeschlossen. Die alten Grabmale erinnern an die Geschichte der Gemeinde Lehe und der Stadt Bremerhaven. Bis 1870 sind die Bremerhavener Toten hier bestattet worden. So sind in Lehe II die Gruft der Familie von Glan und die Grabstätte von Johannes Jakobus van Ronzelen, dem Erbauer der ersten Hafenanlagen und der Stadt Bremerhaven, zu finden.
Der dritte Friedhof in Lehe (Lage) ist seit 1878 durch das Hinzufügen neuer Flächen zu einer Größe von 14 ha gewachsen. Die einzelnen Phasen der Erweiterung sind in dem unterschiedlichen Aussehen der Gräberfelder erkennbar und spiegeln die wechselnde Auffassung von der Gestaltung eines Friedhofes wider: Die ersten Gräberquartiere weisen kaum Grün auf. Später wurden Bäume und Sträucher gepflanzt, denn die Gräber mit ihren Grabkreuzen und Grabplatten sollten in „lieblichem Grün“ eingebettet liegen.
Andere Quartiere sind geometrisch angelegt und durch Hecken gegliedert. Zentral gelegen ist ein großes Mausoleum (R. Rahusen) aus der Zeit des Historismus und die Kapelle mit Nebengebäuden. Die neueren Gräberfelder sind der Landschaft angepasst. Sie liegen ebenerdig im Rasen und sind mit Bodendeckern bepflanzt. Eine lockere Gehölzpflanzung aus heimischen Bäumen und Sträuchern umgibt die Gräberfelder.
- Karte mit allen Koordinaten:
- OSM |
- WikiMap